# Денисенко, Владимир Терентьевич
Влади́мир Тере́нтьевич Денисе́нко (укр. Володимир Терентійович Денисенко; 7 января 1930, Медвин, Белоцерковский округ — 10 июня 1984, Киев) — советский и украинский кинорежиссёр, сценарист, педагог. Народный артист Украинской ССР (1983), лауреат Государственной премии Украинской ССР им. Т. Г. Шевченко (1979). Член КПСС с 1961 года.

## Биография
Обучался на режиссёрском факультете Киевского государственного института театрального искусства им. И. К. Карпенко-Карого. После окончания II курса в 1949 году был арестован по обвинению в украинском буржуазном национализме и осуждён на 5 лет ссылки, которую отбывал в г. Кирове. После смерти Сталина весной 1953 года был амнистирован.
Вернулся в Киев и восстановился на учёбу в институте, который окончил в 1956.
С 1957 года работал помощником режиссёра на Киевской киностудии имени А. П. Довженко. С 1959 — на преподавательской работе в киевском институте театрального искусства .
Был женат на народной артистке УССР Наталии Наум. Отец Заслуженного артиста Украины Тараса Денисенко и писателя и режиссёра Александра Денисенко. 

Памятник на могиле кинорежиссёра В. Т. Денисенко на Байковом кладбище

Умер в 1984 году и похоронен на киевском Байковом кладбище.

## Фильмография

### Режиссёр
- 1959 — Солдатка
- 1960 — Роман и Франческа
- 1962 — Молчат только статуи
- 1964 — Сон
- 1968 — На Киевском направлении
- 1968 — Совесть[3]
- 1969 — Тяжёлый колос
- 1971 — Озарение
- 1973 — Повесть о женщине
- 1976 — Днепровский ветер. Чары-камыши (короткометражный)
- 1978 — Жнецы
- 1982 — Высокий перевал (Удостоен приза и диплома киностудии имени А. Довженко за отображение в картине борьбы украинского народа против буржуазного национализма на Всесоюзном кинофестивале в Таллине (1982 год)[4]

### Сценарист
- 1959 — Солдатка
- 1964 — Сон
- 1968 — На Киевском направлении
- 1968 — Совесть
- 1969 — Тяжёлый колос
- 1971 — Озарение
- 1976 — Днепровский ветер. Чары-камыши (короткометражный)
- 1978 — Жнецы
- 1982 — Высокий перевал